# Cryptothecia rubrocincta
Cryptothecia rubrocincta é uma espécie de líquen pertencente à família de fungos Arthoniaceae. Distribuída em regiões subtropicais e tropicais do sudeste dos Estados Unidos, América Central e América do Sul, a espécie também foi coletada esporadicamente em algumas localidades da África. O corpo do líquen forma manchas circulares e contínuas, semelhantes a crostas, sobre madeira morta, sendo facilmente reconhecível pelo proeminente pigmento vermelho. A região central, mais antiga, é coberta por grânulos esféricos a cilíndricos de cor vermelha. A partir do centro, podem ser observadas zonas de cores distintas: a primeira cinza-esverdeada, a segunda branca e, por fim, uma borda vermelho-vivo. As cores vermelha e verde deste líquen característico de florestas conferem a ele uma aparência que lembra uma guirlanda natalina. O pigmento vermelho, chamado ácido quiodectônico [en], é um dos vários compostos químicos produzidos pelo líquen para suportar condições adversas de crescimento.

## Taxonomia e nomenclatura

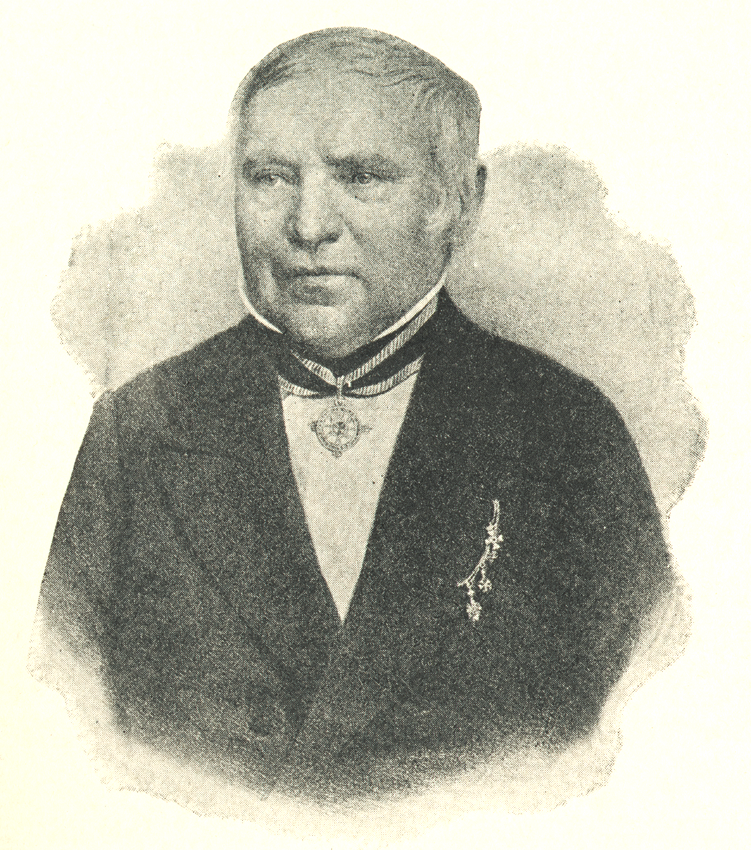
O naturalista alemão Christian Gottfried Ehrenberg descreveu o líquen pela primeira vez em 1820.

A classificação do gênero Cryptothecia tem sido incerta, e, historicamente, C. rubrocincta foi colocado em diferentes gêneros. Como todos os líquens, C. rubrocincta é uma associação entre um fungo (o micobionte) e um organismo fotossintetizante (o fotobionte), neste caso, uma alga. Inicialmente, não se sabia se o componente micobionte de C. rubrocincta pertencia aos ascomicetos ou aos basidiomicetos. Embora a grande maioria dos micobiontes de líquens seja de Ascomycota, em 1937, o liquenólogo alemão Friedrich Tobler acreditava que o micobionte era um basidiomiceto, pois interpretou certas estruturas microscópicas incomuns como fíbulas, estruturas associadas exclusivamente aos fungos basidiomicetos. Em outra publicação no mesmo ano, ele especificou o micobionte como um himenomiceto e descreveu o gênero monotípico Herpothallion para substituir o antigo nome Chiodecton sanguineum. Embora Vernon Ahmadjian tenha corroborado a presença de fíbulas ao estudar a citologia da espécie em 1967, outros pesquisadores não encontraram essas fíbulas em espécimes coletados em diferentes países. Mais dúvidas sobre a possibilidade de um micobionte basidiomiceto surgiram com a descoberta do depsídeo ácido confluêntico [en] em 1966, corpos concêntricos em 1975, e corpos de Woronin em 1983, características exclusivas de Ascomycota.
O Código Internacional de Nomenclatura Botânica determina que nomes de fungos adotados por Elias Magnus Fries no Systema Mycologicum (vols. 1–3) são sancionados, ou seja, têm prioridade sobre homônimos anteriores e sinônimos concorrentes. Assim, o nome Hypochnus rubrocinctum prevalece sobre Byssus sanguinea. O material-tipo de H. rubrocinctum foi examinado por Christian Gottfried Ehrenberg em Berlim, mas foi destruído, provavelmente durante a Segunda Guerra Mundial. O desenho na publicação de Ehrenberg de 1820 serve como o lectótipo. A espécie foi transferida para o gênero Cryptothecia [en] pelo liquenólogo sueco Göran Thor em 1991, com base em sua semelhança com C. striata, como o talo com sulcos radiados, isídios granulares e a presença de depsídeos para-depsídeos (ácido girofórico [en] em C. striata e ácido confluêntico em C. rubrocincta).
As cores vermelha e verde de C. rubrocincta conferem a aparência de uma guirlanda natalina. O epíteto específico deriva das palavras em latim ruber ("vermelho") e cinctus ("cingido" ou "cercado"). O outro epíteto, sanguineum, é a forma neutra do adjetivo em latim sanguineus ("sanguíneo").

## Descrição
Cryptothecia rubrocincta é um líquen crustoso, pois cresce na forma de uma crosta superficial. O talo, ou corpo do líquen, é plano e pode estar firmemente ou frouxamente aderido à superfície de crescimento. Tem espessura de 0,15–0,30 mm e pode ser liso ou apresentar sulcos radiados baixos. A região central e mais antiga da superfície do líquen possui muitas estruturas reprodutivas chamadas isídios, que se assemelham a grânulos de 0,1–0,4 por 0,1 mm. A espécie depende exclusivamente de meios vegetativos para se reproduzir e não possui estruturas sexuais conhecidas. Do centro para fora, podem ser diferenciadas três zonas de cor em espécimes maduros: a primeira cinza-esverdeada, a segunda branca e, finalmente, uma borda vermelho-vivo.
O líquen apresenta um protalo distinto — fibras esbranquiçadas de hifas fúngicas na borda, desprovidas de fotobionte, que se projetam além do talo sobre a superfície de crescimento. O protalo é vermelho a esbranquiçado na parte interna e vermelho na parte externa. A superfície do talo não possui um córtex bem definido, uma camada externa de hifas compactadas. A medula (uma camada de hifas frouxamente organizadas abaixo do córtex e da zona do fotobionte) é esbranquiçada, mas a parte inferior é vermelha. Contém cristais de oxalato de cálcio com diâmetro de 3–8 μm. As hifas da medula possuem muitos desses cristais nas paredes, com diâmetro de 1–2 μm. O fotobionte algal (tecnicamente um ficobionte, pois é um parceiro fotossintético de alga verde) pertence ao gênero Trentepohlia [en]. Normalmente, a alga é longa e filamentosa; no estado de líquen, é dividida em filamentos mais curtos. A alga possui um grande cloroplasto que contém gotículas de betacaroteno. O líquen é heterômero, ou seja, os componentes micobionte e fotobionte estão em camadas bem definidas, com o fotobionte em uma zona mais ou menos distinta entre o córtex superior e a medula. As células são isoladas ou agrupadas em poucas células, com dimensões de cerca de 8–15 por 5–11 μm.
A levedura Fellomyces mexicanus, um membro anamorfo da família Cuniculitremaceae [en], foi descoberta crescendo epifiticamente no líquen em 2005.

## Distribuição e habitat

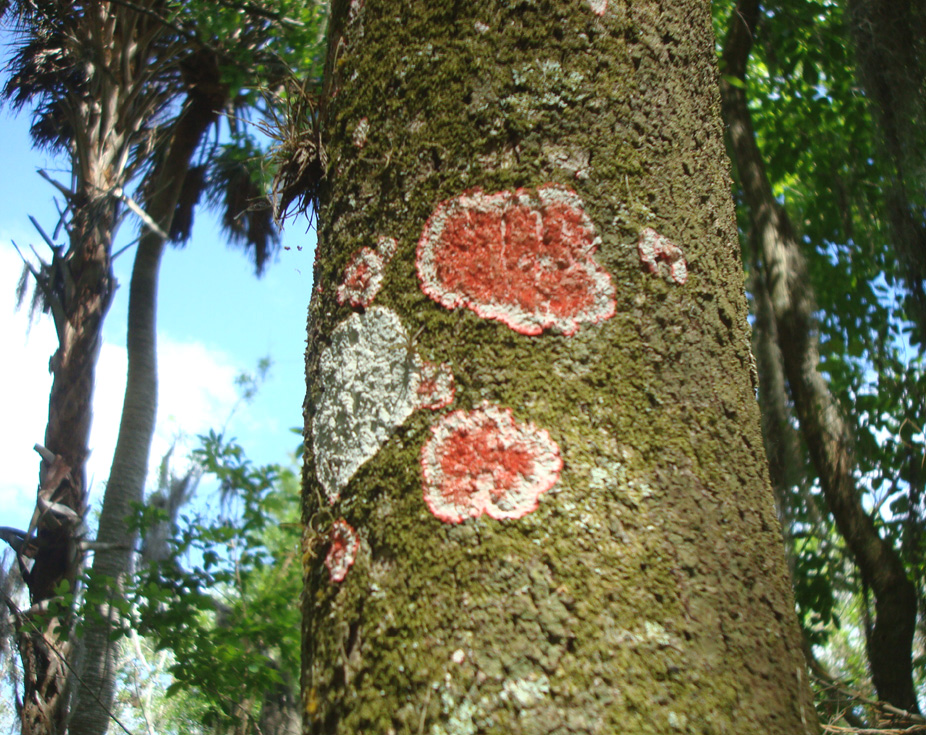
Crescendo em en no en, Flórida.

O líquen é amplamente distribuído no sudeste dos Estados Unidos; em 1954, sua fronteira norte foi descrita como uma linha que passa pelo sul de Luisiana, Mississippi, Alabama e Geórgia. Embora o limite norte tenha sido estendido ao sul de Delaware, o autor posteriormente revisou sua opinião, e o limite norte é considerado Carolina do Norte. Na Carolina do Norte, é encontrado na Ilha Smith, um local notável por representar o limite norte da distribuição do palmito Sabal palmetto [en]. A presença dessa árvore de 6 metros de altura entre as espécies arbóreas dominantes, como Quercus virginiana [en], confere à ilha uma aparência subtropical — consistente com o clima preferido do líquen.
Cryptothecia rubrocincta também é comum em áreas tropicais e subtropicais das Antilhas e da América Central e América do Sul. Na América do Sul, é encontrado ao norte de Chile e Argentina. É mais raro na África, tendo sido coletado apenas em três regiões montanhosas geograficamente distantes: São Tomé e Príncipe, Tanzânia e República Democrática do Congo. O líquen pode ser encontrado em altitudes que variam do nível do mar até 2600 metros (na Colômbia).
O líquen geralmente cresce em cascas ásperas em habitats protegidos e sombreados em florestas subtropicais úmidas e densas. Mais raramente, é encontrado em rochas ou folhas. Nos EUA, ocorre em florestas de madeira dura e pântanos com água estagnada, pelo menos durante parte do ano. Também é comum em vegetação de carvalho ou carvalho-pinheiro. A espécie é frequentemente associada a Cryptothecia striata nos EUA.

## Química e cor

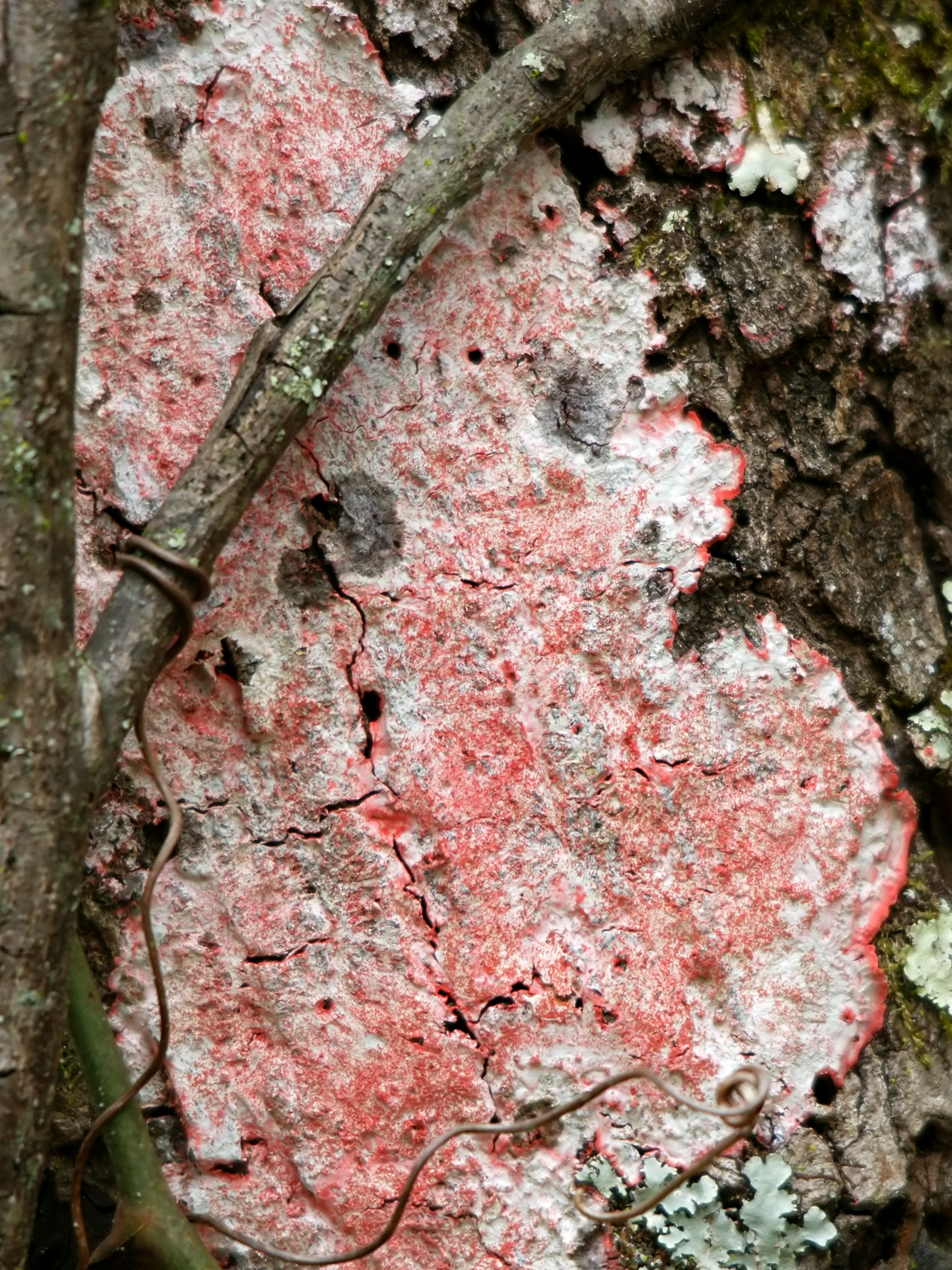
No Condado de Lake, Flórida.

Cryptothecia rubrocincta é facilmente reconhecível pelo brilhante pigmento vermelho no talo. O pigmento, isolado pela primeira vez por Hesse em 1904, é chamado ácido quiodectônico. O líquen também contém o composto depsídeo incolor ácido confluêntico. Um estudo de 2005 utilizou a técnica de espectroscopia Raman para determinar a composição química das zonas de cores diferentes. A zona cristalina branca contém oxalato de cálcio di-hidratado, uma substância química encontrada em outros líquenes e extremófilos que crescem em superfícies ricas em cálcio. Alguns sugerem que o oxalato de cálcio contribui para a estratégia de sobrevivência do organismo: o armazenamento de água como um hidrato cristalino é essencial para períodos de seca em ambientes dessecados, e o oxalato de cálcio foi identificado como um dissuasor de herbívoros. Como o líquen cresce em superfícies pobres em cálcio, acredita-se que os íons de cálcio sejam adquiridos da chuva, guano de aves e partículas transportadas pelo ar.
Os produtos químicos na zona vermelha incluem uma quinona aromática, betacaroteno e clorofila. A quinona é o pigmento vermelho-escuro ácido quiodectônico, que se acredita funcionar como um protetor contra radiação; em combinação com o betacaroteno, que tem um papel estabelecido no reparo de DNA após exposição do organismo a danos por UV, esses protetores contra radiação são frequentemente encontrados em líquenes e em situações extremófilas, sendo essenciais para a sobrevivência.
A zona rosa mais clara, localizada dentro da zona vermelha, contém uma mistura de ácido quiodectônico, betacaroteno e oxalato de cálcio di-hidratado, a combinação de vermelho e branco do ácido quiodectônico e do oxalato de cálcio resultando na cor clara característica.
As manchas marrons elípticas, observáveis nas zonas vermelha e rosa do talo, são compostas por ácido confluêntico e oxalato de cálcio monohidratado. O monohidrato é considerado um subproduto metabólico mais quimicamente estável do oxalato de cálcio di-hidratado; a função do ácido confluêntico nas manchas marrons não está clara.